# Rêver
Singles de Mylène Farmer
Comme j'ai mal
(1996) La Poupée qui fait non (Live)
(1997)
Rêver est une chanson de Mylène Farmer, sortie en single le 16 novembre 1996 en tant que cinquième et dernier extrait de son album Anamorphosée.
Composée par Laurent Boutonnat, cette ballade renoue avec des titres mélancoliques de la chanteuse.
Écrit par Mylène Farmer, ce texte, qui prône la tolérance, est influencé par plusieurs ouvrages, notamment J'irai cracher sur vos tombes de Vernon Sullivan (pseudonyme de Boris Vian), Le Mont des Oliviers d'Alfred de Vigny, ainsi que plusieurs poèmes de Pierre Reverdy.
La chanson connaît un grand succès, permettant à l'album Anamorphosée de devenir no 1 des ventes plus d'un an après sa sortie, et demeure l'un des titres emblématiques de Mylène Farmer, interprété à chacune de ses tournées.

## Contexte et écriture
En octobre 1995, Mylène Farmer publie son quatrième album, Anamorphosée. 
Enregistré à Los Angeles, celui-ci marque de grands changements pour la chanteuse, qui propose des sons plus rock, des textes moins sombres et une image plus sexy et féminine. L'album connaît un grand succès, porté par les titres XXL, L'Instant X, California et Comme j'ai mal, qui se classent pour la plupart no 1 des diffusions radio.

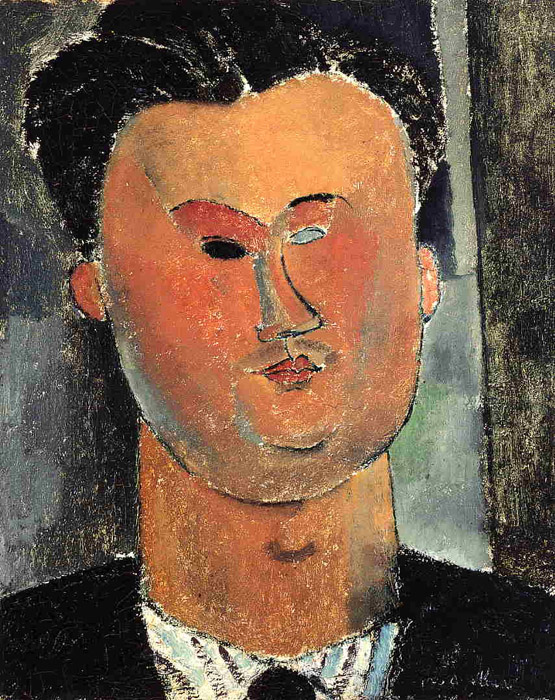
Portrait de Pierre Reverdy, dont les poèmes ont inspiré le texte de Rêver.

Au printemps 1996, la chanteuse entame sa deuxième tournée, se produisant notamment à Bercy.
Après avoir subi une lourde chute le 15 juin 1996 lors d'un concert à la Halle Tony-Garnier de Lyon, la chanteuse, souffrant d'une fracture du poignet, est contrainte d'interrompre sa tournée.

De nouvelles dates sont alors programmées pour la fin de l'année, à partir du 29 novembre, et la chanson Rêver est choisie pour devenir le dernier extrait de l'album Anamorphosée.
Cette ballade, composée par Laurent Boutonnat, renoue avec des titres mélancoliques de la chanteuse, comme Regrets et Ainsi soit je.... 
Pour cette ballade composée par Laurent Boutonnat, renouant avec des titres mélancoliques comme Regrets et Ainsi soit je..., Mylène Farmer écrit un texte prônant la tolérance (« A force d'ignorer la tolérance, nous ne marcherons plus ensemble », « J'ai rêvé qu'on pouvait s'aimer, au souffle du vent »).

Celui-ci est notamment influencé par plusieurs ouvrages, notamment J'irai cracher sur vos tombes de Vernon Sullivan (pseudonyme de Boris Vian), Le Mont des Oliviers d'Alfred de Vigny, ainsi que plusieurs poèmes de Pierre Reverdy : « Nous ne marcherons plus ensemble » correspond au dernier vers du poème Dans le monde étranger, « Dansent les flammes, les bras se lèvent » rappelle le poème Esprit pesant, tandis que « Le monde comme une pendule qui s’est arrêtée » fait écho au poème Toujours là.

La chanson se termine de façon plus lucide et désespérée, avec la phrase « J'avais rêvé du mot "Aimer" ».

## Sortie et accueil critique
Le single sort le 16 novembre 1996, dans une version raccourcie, amputée du dernier refrain. La version Live est présente sur les supports.

La pochette en noir et blanc, signée Karl Dickenson, dévoile Mylène Farmer entièrement nue, recroquevillée sur elle-même.

### Critiques
- « Des paroles superbes. »[3]
- « Dans cette magnifique ballade, on retrouve une mélodie peut-être plus proche de ses anciens albums. L'une de ses chansons les plus tristes et les plus belles. »[4]
- « Hymne langoureux complètement farmerien, il propose une voix suraigüe, à la limite de la rupture de souffle, et lancinante qui fait de Rêver l'un des titres de Farmer les plus caractéristiques de l'identité de la chanteuse. »[5]
- « Un slow devenu culte. »[6]

## Vidéo-clip

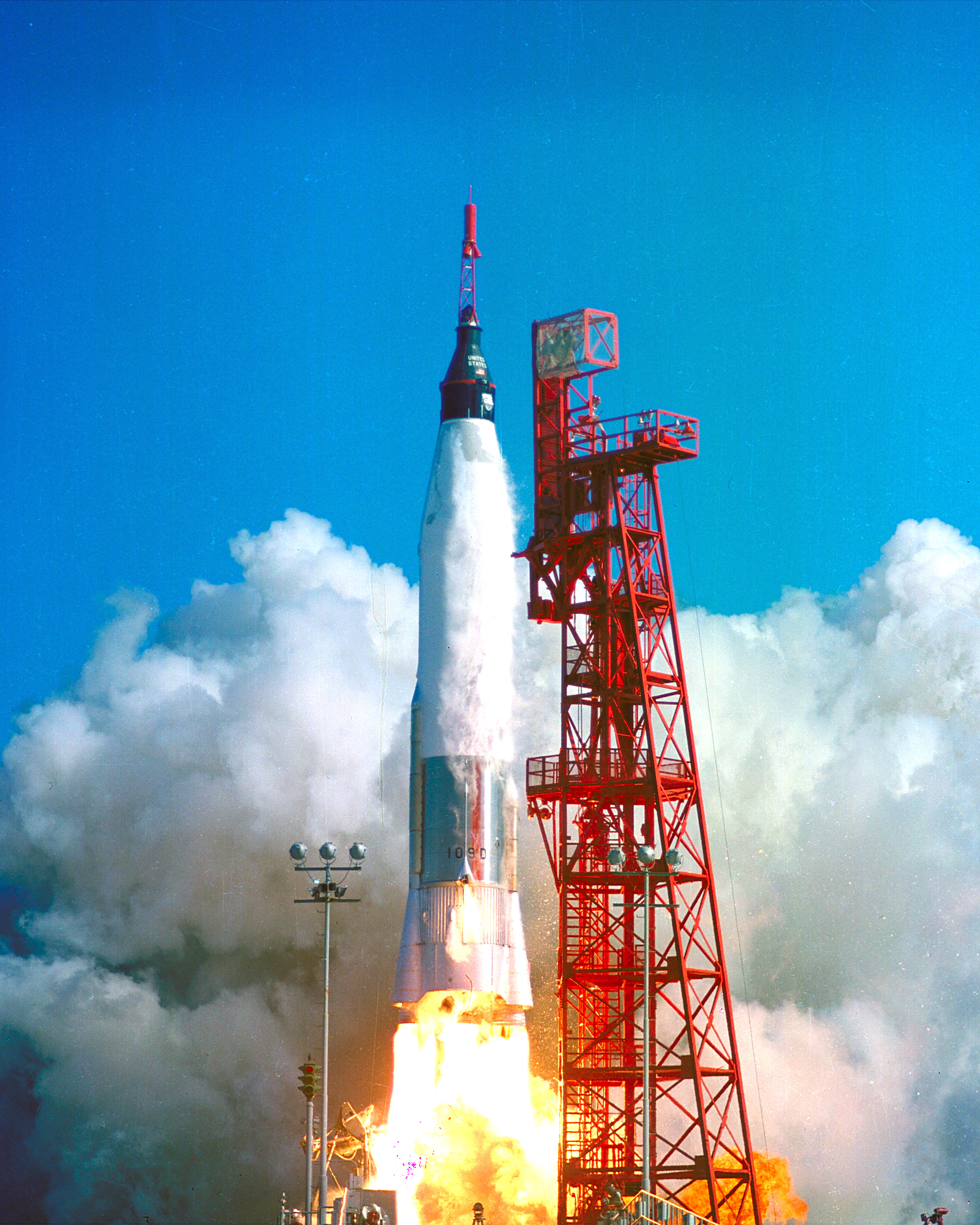
Le clip montre l'explosion d'une fusée Atlas-Centaur 1.

Le clip de Rêver n'est autre que l'interprétation du titre lors du Tour 1996 de Mylène Farmer, filmée le 1er juin 1996 à Bercy.
Devant un écran géant qui vient de diffuser l'explosion en plein vol de la fusée Atlas-Centaur 1, la chanteuse interprète le titre en version acoustique, portant une robe en fer créée par Paco Rabanne. Submergée par l'émotion, elle finit la chanson en larmes.
Le clip est diffusé à la télévision à partir du 15 octobre 1996.
La version présente sur la vidéo du concert Live à Bercy (qui paraît en mai 1997) sera différente, car il s'agira de la prestation du 12 décembre 1996, toujours à Bercy.

## Promotion
À sa sortie, Mylène Farmer n'interprète Rêver qu'une seule fois à la télévision, dans l'émission caritative Les enfants de la guerre, diffusée le 27 novembre 1996 sur TF1. 
L'enregistrement de cette émission a eu lieu en octobre, le lendemain du décès accidentel de son frère. 
Elle interprètera le titre quelques années plus tard en direct lors des NRJ Music Awards 2003 sur TF1, en version acoustique avec Yvan Cassar au piano.

## Classements hebdomadaires
Dès sa sortie, la chanson connaît un grand succès, atteignant la 7e place du Top 50 où elle reste classée durant 15 semaines.

Très diffusée en radio, Rêver permet à l'album Anamorphosée de se classer no 1 des ventes plus d'un an après sa sortie, dépassant le million d'exemplaires vendus.
| Classement (1996-1997) | Meilleure position |
| ---------------------- | ------------------ |
| Belgique - Wallonie    | 12                 |
| France (Ventes)        | 7                  |
| France (Radios)        | 7                  |
| Europe                 | 37                 |

## Liste des supports
| 1. | Rêver (Radio Edit)   | 4:42 |
| 2. | Rêver (Version Live) | 6:00 |

| 1. | Rêver (Radio Edit)                    | 4:42 |
| 2. | Rêver (The Stripped Dream Mix)        | 5:10 |
| 3. | Rêver (Version Live)                  | 6:00 |
| 4. | XXL (U.K. Remix, par Richard Dekkard) | 9:00 |

## Crédits
- Paroles : Mylène Farmer
- Musique : Laurent Boutonnat
- Programmation : Fred Attal
- Mixage : Bertrand Châtenet
- Guitares : Jeff Dahlgren
- Basses : Abraham Laboriel
- Batteries : Denny Fongheiser
- Claviers : Laurent Boutonnat[15]

## Interprétations en concert
Depuis 1996, Mylène Farmer a interprété Rêver à chacun de ses concerts, le plus souvent en piano-voix.
Lors du Tour 1996, la chanteuse a du mal à contenir son émotion et termine souvent la chanson en larmes. Cette interprétation fera l'objet d'un clip Live qui sera diffusé en télévision.
Après l'avoir interprétée lors du Mylénium Tour en 1999, elle propose une version en piano-voix au cœur de Bercy pour le spectacle Avant que l'ombre… À Bercy en 2006, et au cœur des Stades pour le Tour 2009 (l'interprétant également lors de la tournée des Zéniths).
Rêver est la chanson de clôture du spectacle Timeless 2013, durant laquelle Mylène Farmer disparaît dans un épais nuage de fumée.
Lors de sa résidence à Paris La Défense Arena en 2019, elle interprète le titre sur une scène suspendue, dans une orchestration plus proche de la version originale.
Le titre est également interprété lors de la tournée des stades Nevermore 2023/2024.

## Albums et vidéos incluant le titre

### Albums de Mylène Farmer
| Année | Album                        | Version                                     | Durée | Certifications de l'album   |
| 1995  | Anamorphosée,                | Version Album Instrumental (réédition 2022) | 5:22  | Diamant · Platine · Platine |
| 1997  | Live à Bercy                 | Live 1996                                   | 8:00  | 3 × Platine · Or · Or       |
| 2000  | Mylénium Tour                | Live 1999                                   | 5:56  | 2 × Platine · Or            |
| 2001  | Les mots                     | Version Album                               | 5:22  | Diamant · 2 × Platine · Or  |
| 2006  | Avant que l'ombre... À Bercy | Live 2006                                   | 7:42  | Or                          |
| 2009  | No 5 on Tour                 | Live 2009                                   | 5:23  | 2 × Platine · Or            |
| 2013  | Timeless 2013                | Live 2013                                   | 6:28  | Platine · Or                |
| 2019  | Live 2019                    | Live 2019                                   | 6:16  | Platine                     |
| 2020  | Histoires de                 | Live 2009                                   | 5:22  | Platine                     |
| 2021  | Plus grandir                 | Radio Edit Vidéo-clip Live                  | 4:50  | Platine                     |
| 2024  | Nevermore                    | Live 2023                                   | 7:20  | Platine                     |
| 2025  | 86-97                        | Version Album                               | 5:22  |                             |

### Vidéos de Mylène Farmer
| Année | Vidéo                        | Version         | Durée | Certifications de la vidéo         |
| 1997  | Live à Bercy                 | Live 1996       | 8:45  | Diamant (VHS) · Diamant (DVD)      |
| 2000  | Mylénium Tour                | Live 1999       | 5:56  | Diamant (VHS) · Diamant (DVD) · Or |
| 2001  | Music Videos II & III (DVD)  | Vidéo-clip Live | 6:05  | Diamant                            |
| 2006  | Avant que l'ombre... À Bercy | Live 2006       | 7:42  | Diamant                            |
| 2010  | Stade de France              | Live 2009       | 8:52  | Diamant · Or                       |
| 2014  | Timeless 2013                | Live 2013       | 6:28  | Diamant                            |
| 2019  | Live 2019                    | Live 2019       | 6:16  | Diamant                            |
| 2024  | Nevermore                    | Live 2023       | 7:36  | Diamant                            |

### Compilations multi-artistes
| Année | Compilation     | Version    | Durée | Certifications de l'album |
| 2005  | Solidarité Asie | Radio Edit | 4:50  | Platine                   |

## Reprises
La chanson a été reprise plusieurs fois, notamment par :
- 2001 : le groupe allemand Gregorian, sur l'album Masters of Chant Chapter II[55].
- 2002 : Les Enfoirés, pour le spectacle Tous dans le même bateau. Cette version servira de single afin de promouvoir l'album de leur spectacle[56].
- 2006 : Nolwenn Leroy, pour l'émission Symphonic Show[57].
- 2017 : Lilian Renaud[58].
- 2022 : Marc Lavoine et Eddy de Pretto, pour l'émission Taratata 100% Live[59].
- 2023 : Malik Djoudi lors de l'Hyper Weekend Festival à la Maison de la Radio et de la Musique[60].

La chanson est également reprise fréquemment par des candidats de télé-crochet (The Voice, Star Academy, Nouvelle Star, X Factor...), en France, en Belgique et en Russie.